# Gyropena verans
Gyropena verans är en snäckart som beskrevs av Tom Iredale 1944. Gyropena verans ingår i släktet Gyropena och familjen Charopidae. Inga underarter finns listade i Catalogue of Life.